# ۱۳۹۹ (قمری)
۱۳۹۹ (قمری)، هزار و سیصد و نود و نهمین سال در گاهشماری هجری قمری است. اول محرم این سال برابر با دوم دسامبر سال ۱۹۷۸ میلادی است.

## وابسته
- سید محمد حسینی شیرازی